# Ayoub Karrar
Ayoub Karrar, né le 2 mars 1993, est un coureur cycliste algérien.

## Palmarès et résultats

### Palmarès sur route
- 2014
  - 2e du championnat d'Algérie du contre-la-montre espoirs
- 2015
  - 2e étape du Tour international d'Oranie
  - 3e du championnat d'Algérie sur route espoirs
- 2017
  - 7e étape du Tour d'Algérie
- 2019
  - 3e étape du Tour de Sidi Bel Abbès

### Classements mondiaux
| Année           | 2014 | 2015 | 2016 | 2017 |
| --------------- | ---- | ---- | ---- | ---- |
| UCI Africa Tour | 149e | 75e  |      | 244e |

### Palmarès sur piste

#### Championnats d'Afrique
- Casablanca 2016
  -  Médaillé de bronze du keirin
- Casablanca 2018
  -  Médaillé d'argent de la vitesse par équipes